# Sanal Edamaruku
Sanal Edamaruku (Kerala, 26 de mayo de 1955) es un politólogo, periodista, presentador de televisión y escéptico indio. Es el presidente y fundador de la organización Rationalist International y es también el presidente de la Asociación Racionalista India. Editor de la web en internet “Racionalista Internacional”; autor de 25 libros y numerosos artículos, es famoso en su país y el mundo por haber desafiado los poderes de un gurú tántrico para que lo matara mágicamente. Ha dedicado su vida a realizar y difundir investigaciones para combatir supersticiones, fraudes y creencias sobrenaturales, aplicando el método científico en su país. En 2012, fue acusado de herir los sentimientos religiosos por su papel en el examen de un pretendido milagro en una iglesia católica de Bombay. La blasfemia es grave delito en India, por lo que se exilió a Finlandia para evitar su detención.

## Vida

### Primeros años
Nació en 1955 en Thodupuzha (Kerala, India), hijo del intelectual y escritor indio Joseph Edamaruku y de Soley Edamaruku. Si bien nació en un matrimonio mixto cristiano-hindú, no fue educado en ninguna religión en concreto. Por insistencia de su padre, fue el primer alumno de la India inscrito en los registros escolares como "sin religión".
Se convirtió en un activista racionalista ateo a la edad de 15 años, después de ver a una atleta de su barrio sucumbir a la muerte, y dado que la familia de este rechazó la medicina ya que creía en la curación por la fe. En 1977, obtuvo un máster en Ciencias Políticas de la Universidad de Kerala. Posteriormente, recibió una Maestría en la Facultad de Estudios Internacionales de la Universidad Jawaharlal Nehru, Nueva Delhi. Mientras escribía su tesis doctoral, comenzó a trabajar para la Organización de Reconstrucción Rural Afroasiática.[cita requerida] Renunció a su trabajo en 1982 para centrarse más en la Asociación Racionalista India y publicar sus propias obras.[cita requerida] También tiene un título en periodismo.

### Activismo racionalista
Edamaruku ha participado activamente en la Asociación Racionalista desde la edad de 15 años. Antes de convertirse en el presidente de la Asociación Racionalista India (IRA) en 2005, fue el secretario general de la IRA desde 1983, y ha sido editor de la obra Librepensador moderno. Es autor de numerosos libros y artículos que tratan principalmente sobre pensamientos racionalistas y contra las supersticiones que prevalecen en la India. Ha llevado a cabo investigaciones que han ayudado a exponer muchos fraudes, místicos y 'hombres-dios', así como campañas contra la superstición en los poblados del interior del país. Sus actividades han atraído la atención de la prensa escrita y la televisión. La película documental "Guru Busters" mostraba situaciones características de  Edamaruku y su equipo de activistas racionalistas, en el camino de Kerala donde daban demostraciones públicas de cómo realizar trucos supuestamente sobrenaturales. Es comentarista regular de televisión en varios canales de televisión indios en temas de las supersticiones y las creencia absurdas y es una voz importante en la defensa de la razón y del pensamiento científico en la India. También ha dado conferencias en varios países, incluyendo los EE. UU. y muchos países europeos. Colaboró en la creación de Indian Atheist Publishers (Editores Ateos Indios), que en la actualidad es la mayor editorial librepensadora de Asia.
Convocó tres Conferencias Racionalistas Internacionales en 1995, en 2000 y en 2002.
En febrero de 2011 Edamaruku fue elegido como miembro de la Comité para la Investigación Escéptica Es socio honorífico de la Rationalist Association del Reino Unido. Sanal Edamaruku es también un asociado honorario de la Asociación de Racionalistas y humanistas de Nueva Zelanda.

### El Gran Reto Tantra
El 3 de marzo de 2008, en su comparecencia en un programa de televisión de pantalla, Sanal Edamaruku retó en vivo a un gurú tántrico a demostrar su poder y matarlo usando solamente la magia. El maestro tántrico recitó mantras y realizó una ceremonia para matar a Sanal Edamaruku. India TV recibió un gran impulso en su rating mientras esto ocurría. Después que todos sus intentos fracasaron el maestro tántrico dijo que Edamaruku debía de estar bajo la protección de un dios poderoso, a lo cual Edamaruku respondió que él era un ateo.

### Caso de la blasfemia
En marzo de 2012, Edamaruku investigó el caso de un crucifijo de la Iglesia de Nuestra Señora de Velankanni (Bombay) que supuestamente goteaba agua por los pies. Aunque la Iglesia católica no calificaba este incidente de milagro, sí tenía esta consideración para muchos creyentes. La investigación de Edamaruku mostró que este goteo se debía a la capilaridad del agua de un desagüe obstruido. 
En abril de 2012, el Foro Secular Católico de Bombay presentó una queja en varias comisarías de la ciudad bajo la Sección 295(A) del Código Penal de la India. Esta ley, que entró en vigor en 1927, dice:

Whoever, with deliberate and malicious intention of outraging the religious feelings of any class of [citizens of India], [by words, either spoken or written, or by signs or by visible representations or otherwise], insults or attempts to insult the religion or the religious beliefs of that class, shall be punished with imprisonment of either description for a term which may extend to [three years], or with fine, or with both.
Quienquiera que, con la intención deliberada y maliciosa de ofender los sentimientos religiosos de cualquier clase de [ciudadanos de la India], [por palabras, tanto pronunciadas como escritas, o por signos o por representaciones visibles o no], insultos o intentos de insultar la religión o las creencias religiosas de esa clase, será castigado con pena de prisión de cualquier descripción por un término que puede extenderse a [tres años], multa o ambos.

El arzobispo de Bombay solicitó a Edamaruku pedir perdón a cambio de retirar los cargos. La All India Catholic Union declaró que la ley se estaba aplicando de forma incorrecta. Colin Gonsalves, fundador del Centro Indio por los Derechos Humanos y la Ley, afirmó que no se había cometido ningún delito. Otros reclamaron que la ley se estaba aplicando de forma incorrecta con el fin de suprimir la libertad de expresión. Vishal Dadlani y James Randi, entre otros, defendieron públicamente a Edamaruku.
El 31 de julio de 2012, Edamaruku se exilió a Finlandia para evitar la posibilidad de ser encarcelado por tiempo indefinido. En 2013, tras el asesinato del también activista racionalista Narendra Dabholkar, Edamaruku sintió que volver pondría en peligro su propia vida. Sin embargo, dijo «Lo volvería a hacer. Porque cualquier milagro con una enorme influencia en un momento dado, una vez explicado, desaparece sin más. Es como una burbuja. La pinchas y se acabó».

## Pensamiento de Edamaruku
Edamaruku es un crítico de las leyes antiblasfemia de la India, que califica de «reliquias de la legislación colonial» de las que se ha abusado para «acosar y silenciar» a los intelectuales y artistas que cuestionasen las creencias religiosas. Considera peligroso que cualquiera pueda denunciar a otro por blasfemia, lo que daría lugar a la detención y posterior encarcelación del sospechoso hasta su puesta en libertad por un tribunal de justicia. Edamaruku considera que el mayor peligro aquí no es tanto el veredicto como el «castigo» anterior al juicio.
Edamaruku también es un crítico de Teresa de Calcuta, llegando a criticar su legado en Calcuta. También ha reprobado la canonización de Teresa de Calcuta por la Iglesia católica, y la supuesta cura milagrosa de Monica Besra. Aunque la evidencia de la Iglesia se basa en un testimonio escrito en inglés por Besra, una mujer analfabeta que no conoce el idioma, y, según este testimonio, la mujer había sido curada por un medallón que las monjas habían colocado sobre su abdomen, Edamaruku afirmó que la cura podía deberse razonablemente al tratamiento que recibió en un hospital público de Balurghat y en el North Bengal Medical College. Tras analizar su registro sanitario, Partho De, exministro de Sanidad de Bengala Occidental, también afirmó que su recuperación se podía atribuir a los meses de cuidados médicos que recibió. Edamaruku califica el milagro de «fraude evidente».
Edamaruku habla con frecuencia de las prácticas potencialmente peligrosa de las supersticiones tales como la astrología india, muy extendida en la sociedad india. Participa habitualmente en tertulias televisivas de la India, en las que explica las supersticiones y las creencias ciegas, y es uno de los principales defensores de la razón y del temperamento científico en la India. Asimismo, ha impartido conferencias en otros países, como Estados Unidos y varios países europeos.
Los gurús en la India han sido acusados de entregarse a actividades delictivas bajo el manto azafrán que abre el paso a seguidores, fama y dinero. Para Edamaruku, se trata en su mayor parte de charlatanes, y muchos de ellos han obtenido grandes riquezas y propiedades gracias a «milagros» que no son otra cosa que juegos de manos.
Edamaruku considera que el movimiento racionalista indio es un «ejemplo inspirador para muchos racionalistas occidentales para despertar, activarse y rejuvenecer sus propias organizaciones», y que los racionalistas indios se encuentran «en la primera línea del frente de batalla entre la ciencia y la superstición».

## En la ficción
El escritor australiano Greg Egan utiliza la historia de Sanal Edamaruku, racionalista Asociación India y el Reto Tantra en su novela Teranesia. Sanal Edamaruku también aparece como personaje en la novela Amante del francés del escritor Taslima Nasreen  de Bangladés.

## En no ficción
Angela Saini en su libro Nación Geek tiene un capítulo "Chariot of Gods", que describe el trabajo de Sanal Edamaruku.

## Notificación roja de Interpol
En 2020, las autoridades indias emitieron una notificación roja de Interpol para Sanal Edamaruku, que reside en Finlandia.  La Notificación Roja, una solicitud para localizar y detener provisionalmente a personas en espera de extradición o procesamiento, fue solicitada por la Oficina Central de Investigaciones (CBI) después de que Edamaruku fuera acusado de estafar a una empleada del gobierno, Prameela Devi, por 15 lakhs. Devi, también racionalista, alegó que Edamaruku le había prometido  una visa, un trabajo y un permiso de residencia en Finlandia a cambio del dinero, incluso presionándola para que consiga un préstamo bancario para adquirir la suma.  La Policía de Alappuzha Norte registró un caso contra Edamaruku en 2018 por engaño y abuso de confianza después de que Devi informara que Edamaruku había cesado la comunicación y bloqueado sus llamadas después de recibir los fondos. El Tribunal Superior de Magistrados Judiciales de Alappuzha emitió posteriormente una orden de arresto contra Edamaruku.  Devi solicitó la extradición para completar los procedimientos legales en la India. En respuesta a las acusaciones, Sanal Edamaruku aclaró a través de su blog que efectivamente le había ofrecido un trabajo a Prameela Devi después de una entrevista en línea, pero ella rechazó el puesto. Edamaruku impugnó los cargos de fraude, afirmando que el dinero recibido de Devi durante un período de tres años constituía contribuciones al movimiento racionalista, no el pago de un trabajo o una visa en Finlandia. Además, Edamaruku afirmó que una petición de anulación presentada contra los cargos fue aceptada por el Tribunal Superior de Kerala en septiembre de 2018, deteniendo los procedimientos en el tribunal inferior. Según él, el estancamiento legal seguía intacto y la emisión de la Notificación Roja de Interpol era nueva para él. Edamaruku alegó además en su blog la participación de la Iglesia en la emisión de la Notificación Roja sin ninguna prueba sustancial.